# Rezhet
Rezhet (del ruso: Режет) es un posiólok del raión de Apsheronsk del krai de Krasnodar, en Rusia. Está situada en las vertientes septentrionales del Cáucaso Occidental, en la orilla izquierda del río Psheja (a la altura de la desembocadura en él del Rezhet), afluente del Bélaya, que lo es del Kubán, 31 km al sur de Apsheronsk y 109 km al sureste de Krasnodar, la capital del krai. Tenía 7 habitantes en 2010
Pertenece al municipio Otdaliónnoye.